# Vòi phun nước Wallace

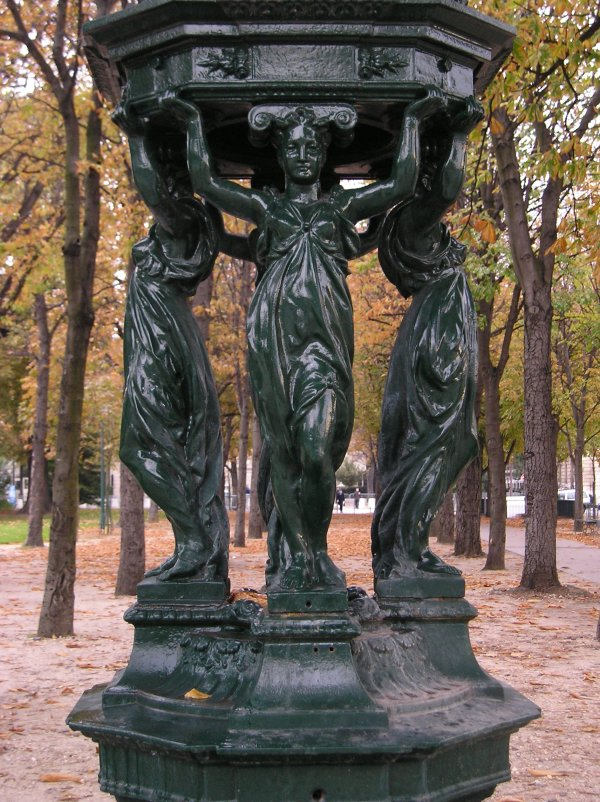
Chi tiết mẫu lớn của vòi phun Wallace

Vòi phun nước Wallace (tiếng Pháp: Fontaine Wallace) là các vòi phun nước nhỏ cung cấp nước sạch uống được. Các vòi phun này có cấu tạo như những ngôi đền nhỏ (tiếng Pháp: édicule, gốc từ tiếng Latinh: aedicula) làm bằng gang được điêu khắc cầu kì. Thành phố đầu tiên trang bị những vòi phun nước Wallace là Paris. Cái tên « Wallace » được đặt theo tên của Richard Wallace, người đã quyên tiền cho thành phố để thiết lập hệ thống này. Với trang trí điêu khắc đẹp, các vòi phun Wallace không chỉ có tác dụng cung cấp nước uống cho khách du lịch và người qua đường mà còn trở thành một biểu tượng thẩm mỹ cho thành phố Paris. Sau Paris một số thành phố khác trên thế giới cũng trang bị các vòi phun nước Wallace.

## Lịch sử ra đời

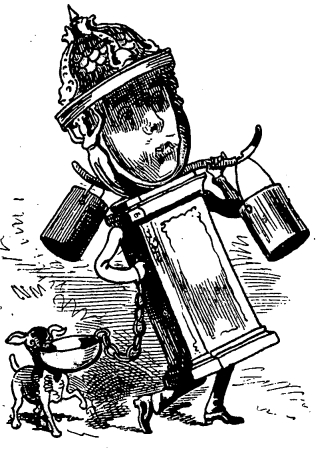
Tran biếm hoạ về Richard Wallace với vòi phun mang tên ông
Bài trên báo Le Trombinoscope của Touchatout năm 1873

Trong thập kỷ 1870 thành phố Paris phải trải qua một thời gian khó khăn do chiến tranh Pháp-Phổ (1870) và Công xã Paris (1871). Ngay sau giai đoạn này, thủ đô của Pháp bắt đầu quá trình xây dựng mới trên quy mô lớn. Hàng loạt công trình lớn và đại lộ mới được xây dựng, tiêu biểu là nhà thờ Sacré-Cœur, các đại lộ Raspail, Saint-Germain. Rất nhiều cá nhân và tổ chức đã quyên góp tiền cho công cuộc tái thiết này như Hội Chữ Thập Đỏ, Cứu Thế Quân, Société philanthropique... Một trong số này là Ngài Richard Wallace, người sau khi được thừa hưởng gia tài khổng lồ của cha để lại đã quyết định giành một phần để hỗ trợ tài chính cho người dân Paris. Wallace quan tâm tới công việc này tới mức ông đã ở luôn tại một biệt thự Paris để sẵn sàng giúp đỡ khi có yêu cầu. Sau khi qua đời, Wallace đã được chôn cất tại nghĩa trang danh giá bậc nhất của Paris, nghĩa trang Père-Lachaise.
Một trong những đóng góp của Richard Wallace cho thành phố Paris là hệ thống vòi phun nước mang tên ông. Sau cuộc bao vây năm 1870 của quân Phổ và Công xã Paris, rất nhiều máng dẫn nước của thành phố bị phá huỷ, dẫn đến việc giá nước sinh hoạt vốn đã cao lại tăng lên nhanh chóng. Việc thiếu nước uống làm những người nghèo khó dễ sa vào tình trạng nghiện rượu và người ta thấy rằng việc cung cấp nước uống miễn phí là cấp thiết. Với số tiền quyên góp của Wallace, một hệ thống các vòi phun nước được trạm trổ, mang tính thẩm mỹ cao được hình thành và lập tức tỏ ra hữu dụng. Ngay đến hiện tại, khi nước sạch đã không còn là vấn đề lớn của Paris thì các vòi phun nước Wallace vẫn rất cần thiết cho người dân thành phố cũng như khách du lịch vì đây là nguồn nước uống được lộ thiên và miễn phí duy nhất của thủ đô.

## Đặc điểm

### Ý tưởng
Đích thân Richard Wallace đưa ra ý đồ về hệ thống vòi phun nước. Theo đó các vòi phun phải vừa đảm bảo yêu cầu cung cấp nước sạch, vừa phải là những công trình mỹ thuật làm đẹp cho Paris. Về kích thước các vòi phun phải đủ lớn để có thể nhìn thấy từ xa nhưng không được quá to dẫn đến phá vỡ sự hài hoà của cảnh quan xung quanh. Giá thành của các vòi phun cũng không được quá đắt vì chúng phải được đặt ở nhiều nơi trong thành phố. Cuối cùng là vật liệu làm vòi phun phải bền, dễ gia công và thuận tiện cho bảo dưỡng. Màu sắc của vòi phun được toà thị chính Paris quyết định là màu xanh lá cây đậm để hài hoà với các công viên và các hàng cây vốn là nơi thường được chọn để đặt vòi phun.
Bốn mẫu vòi phun khác nhau đã được Wallace chế tạo, tất cả đều được làm bằng gang, loại vật liệu tương đối phổ biến khi đó vì giá rẻ, dễ đổ khuôn và bền. Để đúc các vòi phun Wallace cung cấp hầu hết chi phí cần thiết, thành phố Paris chi 1000 franc cho mẫu lớn và 450 franc cho mẫu gắn vào tường. Các vòi phun được đúc tại xí nghiệp ở Val d'Osne, Haute-Marne, gần với Saint-Dizier, cho đến nay đây vẫn là nơi cung cấp các vòi phun Wallace cho Paris.

### Các mẫu vòi phun
Việc thiết kế mỹ thuật cho vòi phun được Wallace giao cho nhà điêu khắc Charles-Auguste Lebourg. Lebourg được giao nhiệm vụ thiết kế sao cho mỗi vòi phun Wallace dù nhỏ hay lớn đều phải là những tác phẩm nghệ thuật thực sự:
- Mẫu lớn (2,71 m - 610 kg): Lấy ý tưởng từ Đài phun nước Innocents, vòi phun có đế làm bằng đá Hauteville, phần bệ hình bát giác, phần vòi phun gồm bốn cột đỡ hình phụ nữ (các cariatide) quay lưng vào nhau, trên cùng là một mái tròn trang trí hình cá heo. Nước được phun ra thành một tia nhỏ bên trong mái vòm rồi chảy vào bồn nước được bảo vệ bằng lưới sắt. Ban đầu vòi nước còn gắn hai cốc sắt để tiện cho việc uống nước, nhưng từ năm 1952 các cốc này được bỏ đi để đảm bảo vệ sinh[1]. Bốn cariatide của vòi phun Wallace tượng trưng cho Lòng tốt, Sự giản dị, Lòng từ thiện và Sự tiết độ, các cariatide này được điêu khắc hoàn toàn khác nhau.
- Mẫu cột (2,50 m - 500 kg): Mẫu này gần giống với mẫu lớn trừ việc các cariatide được thay thế bằng các cột thông thường để giảm giá thành. Chỉ được sản xuất khoảng 30 mẫu, hiện nay mẫu cột chỉ còn 2 vòi đang hoạt động tại phố Rémusat và đại lộ Ternes.
- Mẫu gắn tường (1,96 m - 300 kg): Mẫu này được trang trí bằng một đầu thần suối, từ đó chảy ra một dòng nước nhỏ đổ xuống bồn nước nằm giữa hai trụ vòi phun. Tương tự mẫu lớn, mẫu gắn tường cũng có hai cốc uống nước bằng kim loại đã được bỏ đi từ năm 1952. Mẫu này thường được gắn trên tường của bệnh viện, doanh trại, và hiện giờ chỉ còn một mẫu duy nhất hoạt động ở phố Geoffroy-Saint-Hilaire.
- Mẫu nhỏ (1,32 m - 130 kg): Mẫu này có hình dạng đơn giản là một vòi phun có nút bấm, nó thường được trang bị ở các quảng trường hoặc công viên công cộng để phục vụ người nghỉ ngơi và vui chơi trong công viên vốn thường có nhiều trẻ con. Do có kích cỡ nhỏ, loại vòi này được toà thị chính Paris chi trả hoàn toàn.

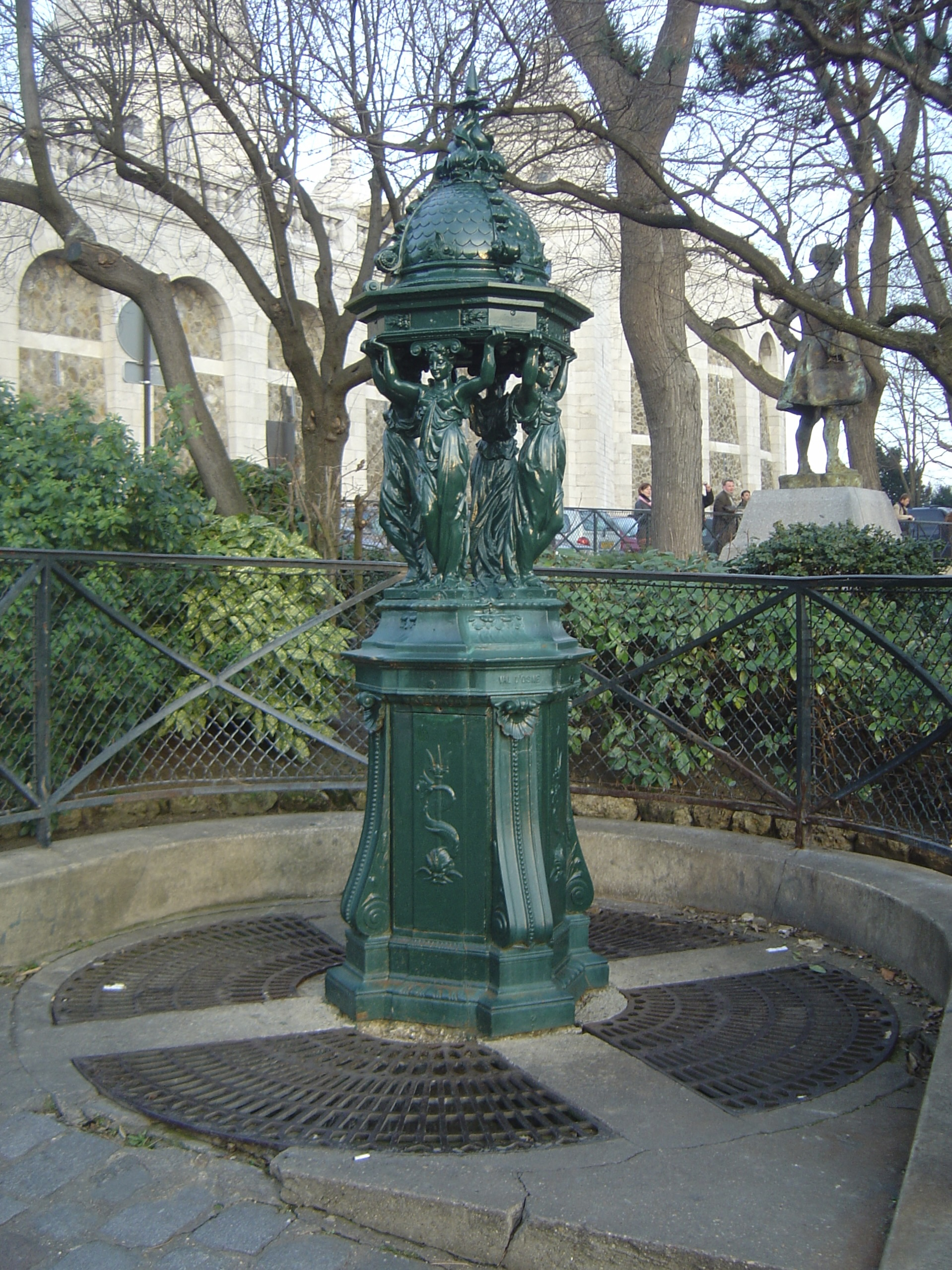
Mẫu lớn (trên đồi Montmartre)
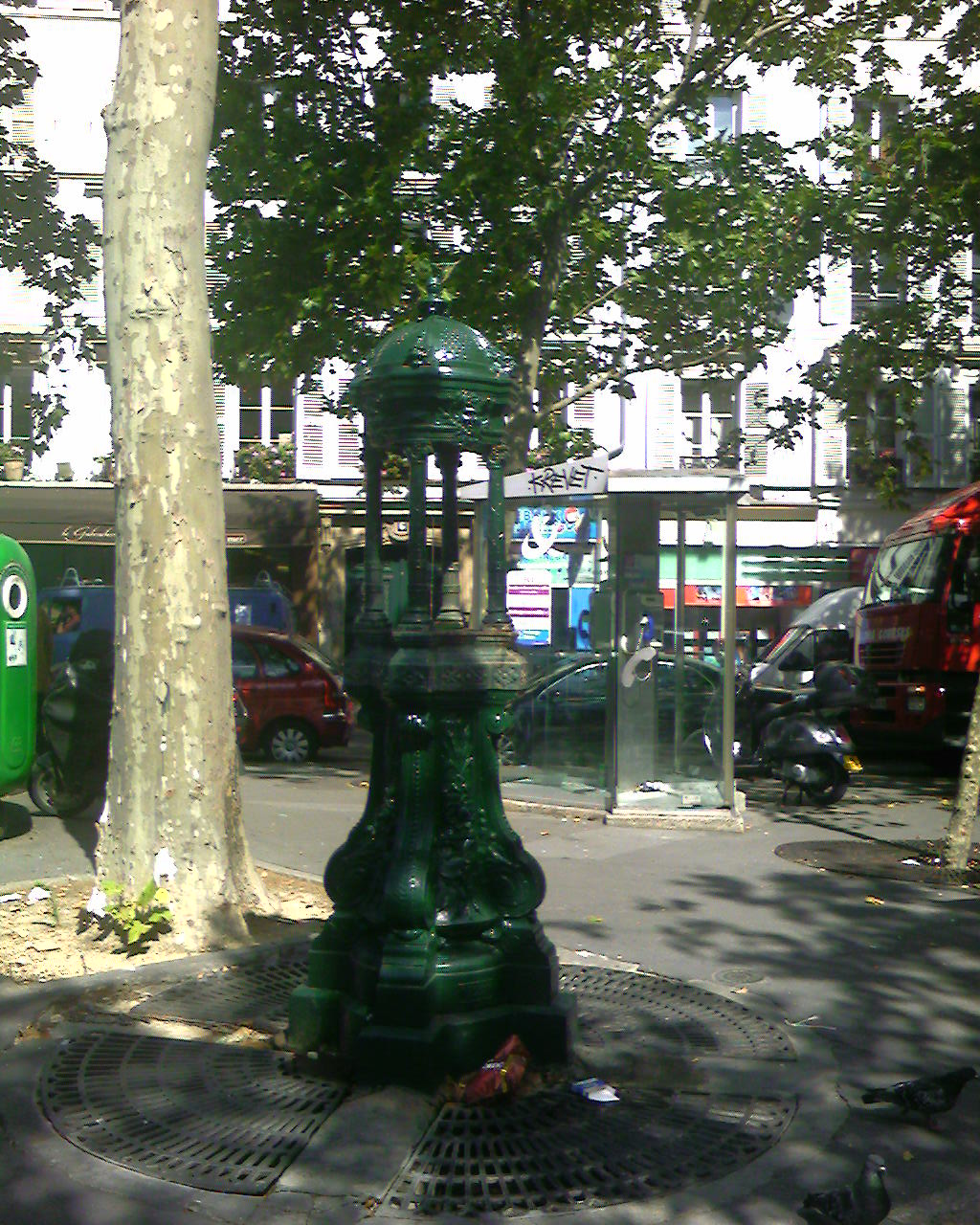
Mẫu cột (quảng trường Tristan Bernard, đại lộ Ternes)
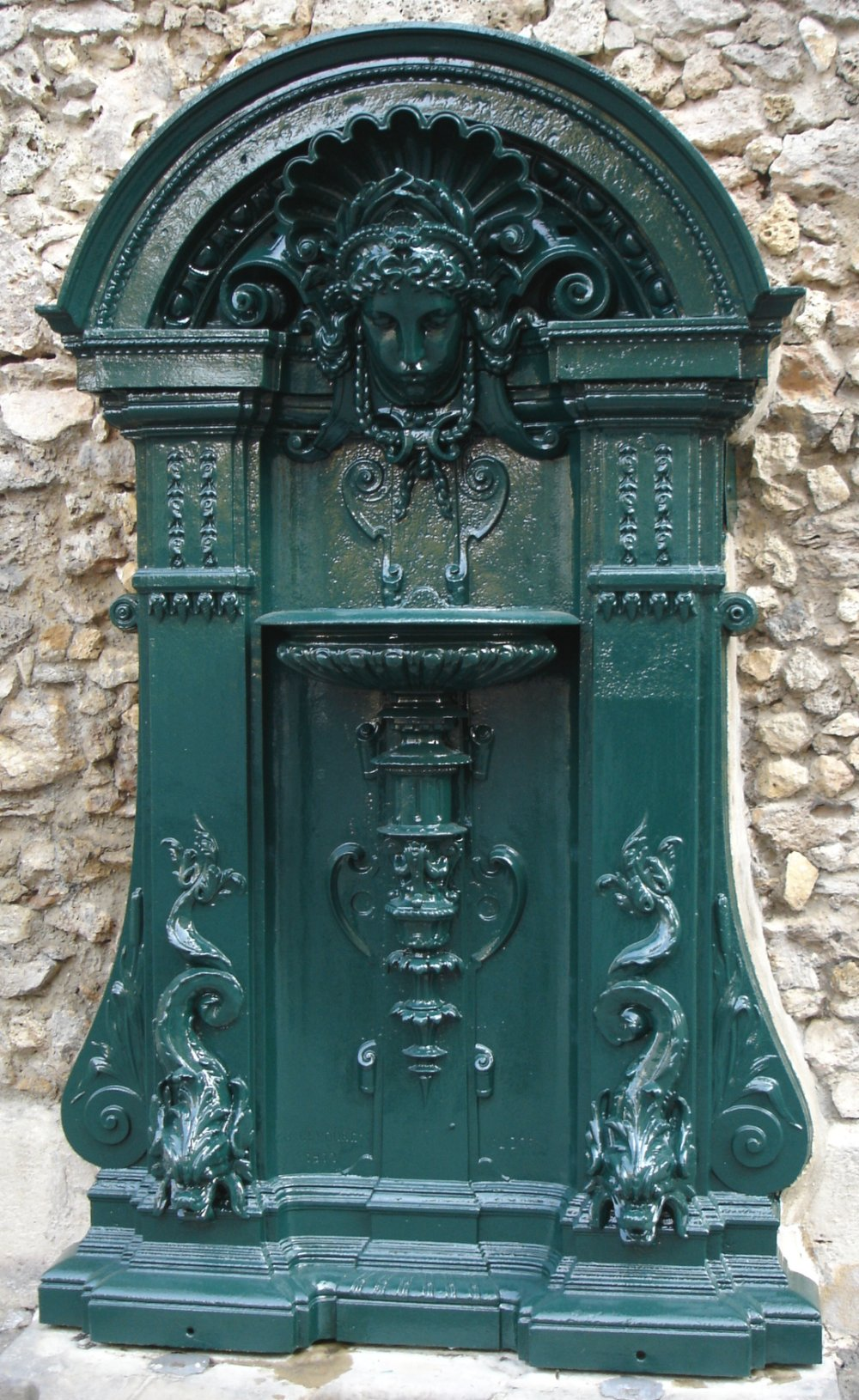
Mẫu gắn tường (phố Geoffroy-Saint-Hilaire)
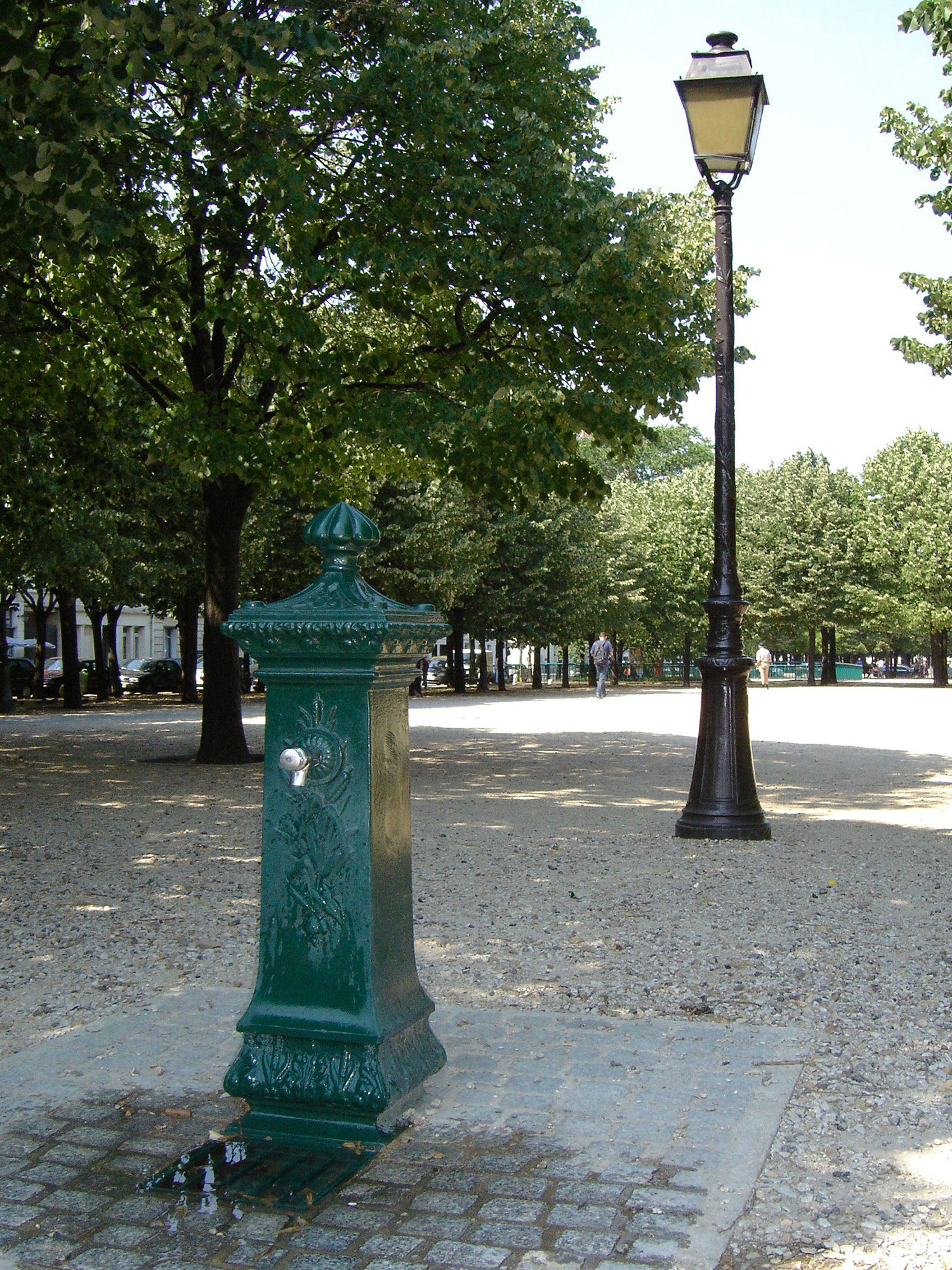
Mẫu nhỏ (trước Điện Invalides)

### Vị trí đặt
Vị trí đặt của các vòi phun phụ thuộc vào chính quyền thành phố Paris. Chúng thường được đặt ở các địa điểm công cộng sao cho hợp lý nhất với khung cảnh xung quanh. Phần lớn vòi phun được đặt trong các quảng trường hoặc ở góc phố. Người chịu trách nhiệm lựa chọn vị trí là Eugène Belgrand, giám đốc hệ thống nước của Paris, một cộng sự của Georges Eugène Haussmann. Trừ Quận 1, hầu như tất cả các quận của Paris đều có vòi phun nước Wallace.

## Vòi phun hiện tại
Hiện nay phần lớn các vòi phun vẫn tiếp tục hoạt động từ 15 tháng 3 đến 15 tháng 11 mỗi năm, trong mùa đông các vòi nước ngừng hoạt động để tránh nguy cơ đóng băng đường ống. Nó đã trở thành một biểu tượng của Paris và được thế giới biết đến, ngay cả khi quân đội Đức Quốc xã chiếm đóng thành phố, các vòi nước này cũng không bị đụng tới mặc dù một số tượng đài Paris đã bị người Đức nấu chảy để làm súng đạn. Tuy vậy các vòi phun này vẫn chưa được xếp hạng Di tích lịch sử Pháp trong khi một biểu tượng kém nổi tiếng hơn của Paris là Cột Morris đã được xếp hạng.
Sau Paris nhiều thành phố Pháp cũng trang bị các vòi phun Wallace như Bordeaux, Toulouse, Marseille... Bên ngoài nước Pháp, người ta còn thấy vòi phun Wallace ở Nam Phi, Brasil, Tây Ban Nha (Barcelona và San Sebastián), Hoa Kỳ (ở New Orleans), Anh (trong vườn Wallace Collection tại London), Jordan (tại Amman), Mozambique và Thuỵ Sĩ. Tại Canada các vòi Wallace xuất hiện ở Montréal (do chính quyền Paris trao tặng) và Québec. Ngoài ra trong tư dinh của một số nhân vật giàu có và nổi tiếng như Maurice Chevalier hay Brigitte Bardot cũng trang bị các vòi phun kiểu này.

## Hình ảnh

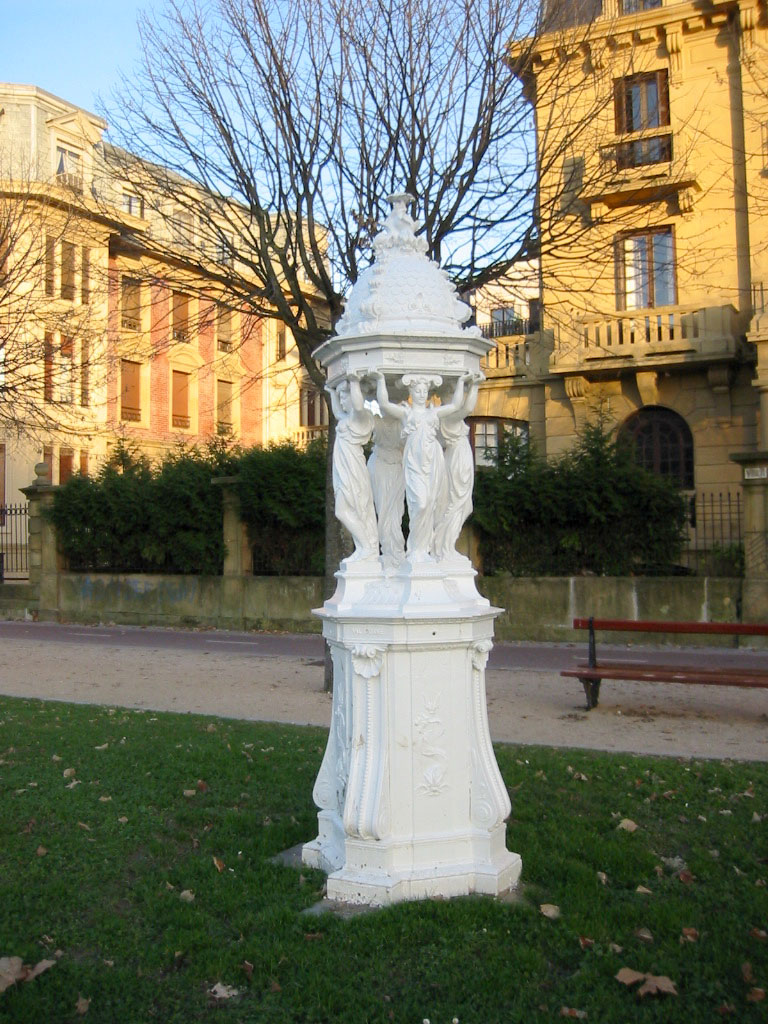
Vòi phun Wallace tại San Sebastián, Tây Ban Nha
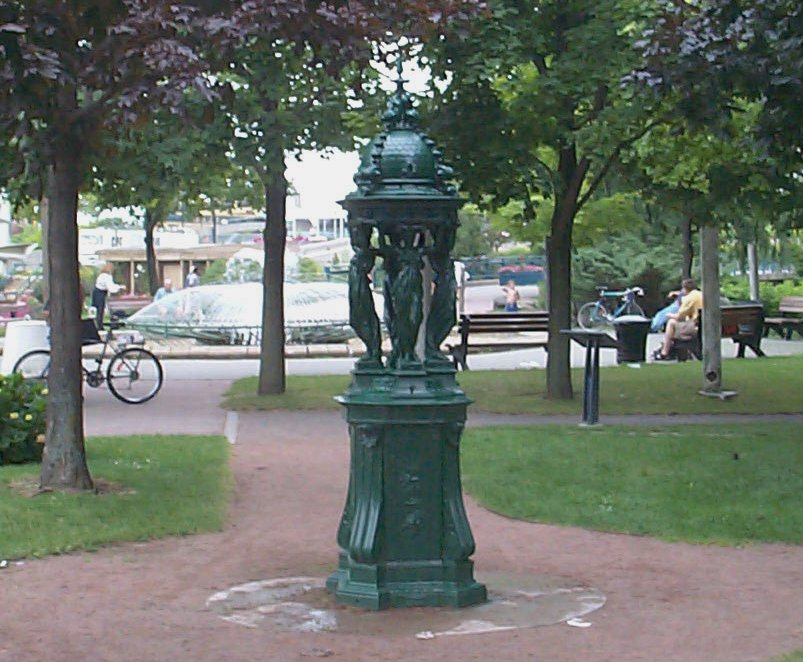
Vòi phun Wallace tại Montréal, Canada
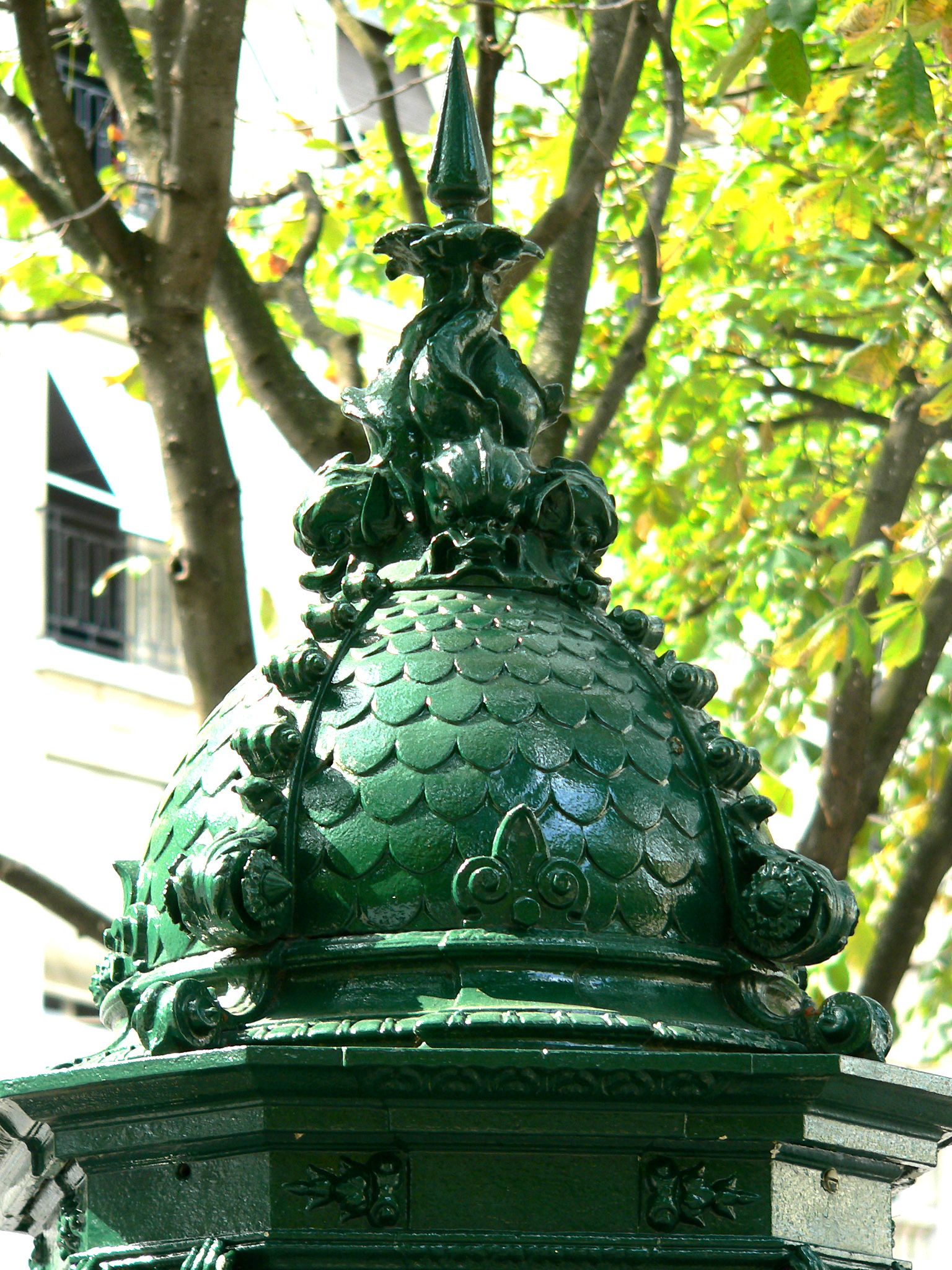
Mái vòi phun tại quảng trường Saint-Sulpice, quận 6, Paris
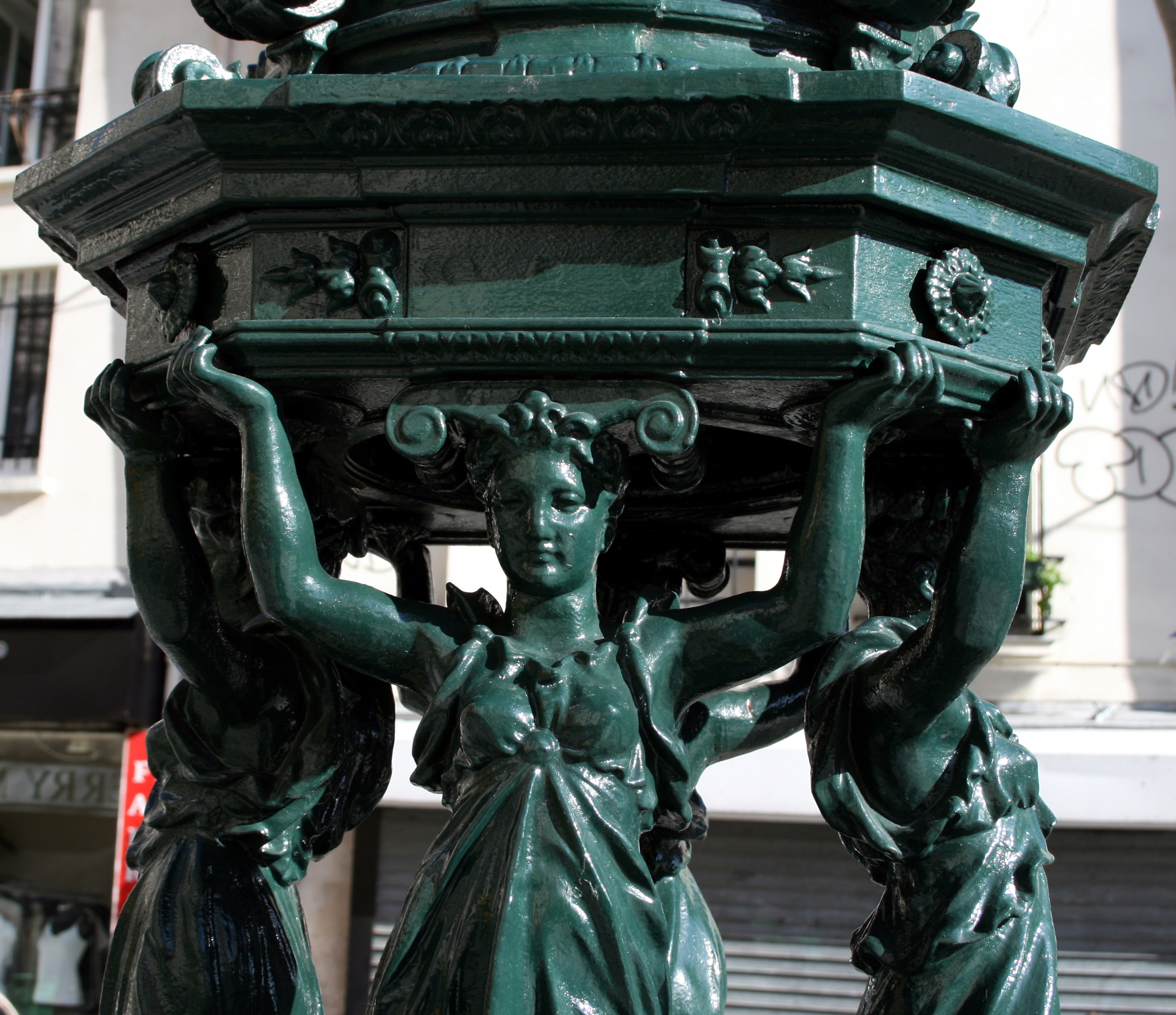
Chi tiết một cariatide
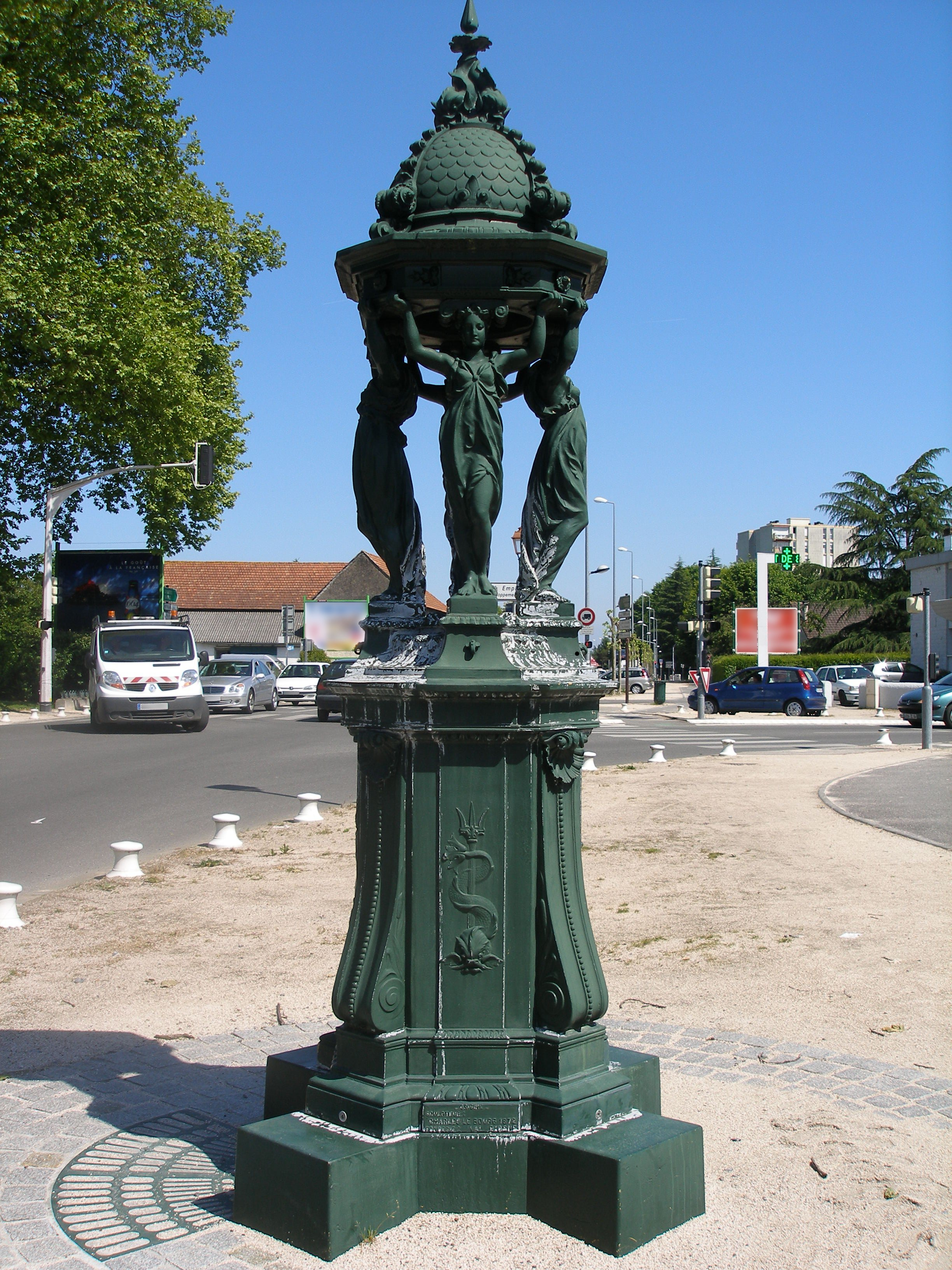
Vòi phun Wallace tại Pau